# حسن أباد صوفي
حسن‌ أباد صوفي (بالفارسية: حسن‌آباد صوفی) هي قرية تقع في قسم بالابند الريفي في إيران. يقدر عدد سكانها بـ 450 نسمة .